# Nola crambiformis
Nola crambiformis is een nachtvlinder uit de familie van de visstaartjes (Nolidae). 
De wetenschappelijke naam van de soort is voor het eerst geldig gepubliceerd door Rebel in 1902.
De soort komt voor in Europa.